# Arrondissement di Autun
L'arrondissement di Autun è una suddivisione amministrativa francese, situata nel dipartimento della Saona e Loira e nella regione della Borgogna-Franca Contea.

## Composizione
L'arrondissement di Autun raggruppa 83 comuni in 11 cantoni:
- cantone di Autun-Nord
- cantone di Autun-Sud
- cantone di Couches
- cantone di Épinac
- cantone di Issy-l'Évêque
- cantone di Le Creusot-Est
- cantone di Le Creusot-Ovest
- cantone di Lucenay-l'Évêque
- cantone di Mesvres
- cantone di Montcenis
- cantone di Saint-Léger-sous-Beuvray